# Albatroz VANT

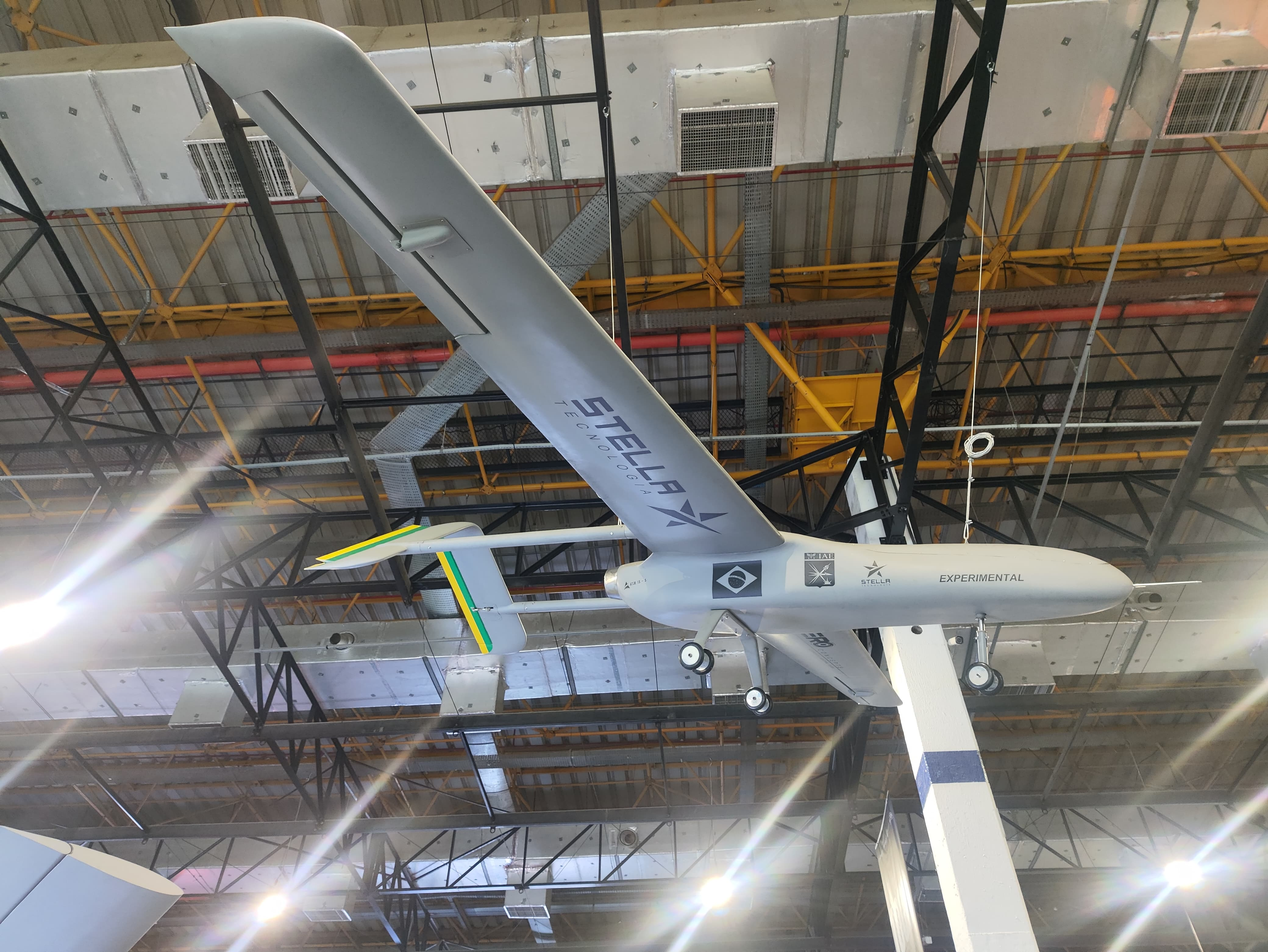
Albatroz com turbina na Drone Show São Paulo.

O Albatroz é um sistema de aeronave remotamente pilotada (SARP) monomotor brasileiro, desenvolvido e fabricado pela Stella Tecnologia para missões de Inteligência, Vigilância e Reconhecimento (ISR). Projetado para operações de longa duração, é a primeira aeronave remotamente pilotada de asa fixa a ser embarcada e operada a partir de navios da Marinha do Brasil. Foi testado pela Marinha do Brasil para operação no NAM Atlântico (A-140).

## Design
O Albatroz é uma aeronave de asa alta com uma configuração de cauda em "V" e um motor a pistão em configuração de hélice propulsora (pusher), o que minimiza a interferência do motor com os sensores ópticos instalados na parte frontal da fuselagem. Sua fuselagem é construída predominantemente em materiais compósitos.
A carga paga principal consiste em uma torre giroestabilizada com sensores eletro-ópticos (EO) e de infravermelho (IR), permitindo a captura de imagens e vídeos de alta resolução tanto durante o dia quanto à noite. Pode ser equipado com um receptor do Sistema de Identificação Automática (AIS), essencial para a identificação e rastreamento de embarcações em missões de patrulha marítima. Além de poder ser equipado com sistema LIDAR.

## Especificações
Características gerais
Comprimento: 3.88 m
Envergadura: 7.07 m
Peso máximo de decolagem: 150 kg
Carga útil: 30 kg
Motor: 1 × motor a pistão ou a jato
Velocidade de cruzeiro: 110 km/h (pistão) 200km/h (jato)
Raio de ação (link de dados): 250 km 
Teto de serviço: 12.000 m
Autonomia: 24 horas
Cargas úteis:
- Torre giroestabilizada com sensores Eletro-ópticos/Infravermelho (EO/IR)

- Receptor do Sistema de Identificação Automática (AIS)

- Outros sensores modulares conforme a missão